# روبي باول
روبي باول (بالإنجليزية: Robbie Paul)‏ هو لاعب دوري الرغبي نيوزيلندي، ولد في 3 فبراير 1976 في Tokoroa ‏ في نيوزيلندا.